# Cord Brügmann
Cord Brügmann (* 6. Mai 1970 in Minden) ist ein deutscher Jurist und Historiker. Seit Juli 2024 ist er Direktor der Stiftung Forum Recht.

## Werdegang
Nach dem Abitur absolvierte Cord Brügmann einen sozialen Freiwilligendienst in Israel, den USA und an der KZ-Gedenkstätte Dachau. Von 1992 bis 1998 studierte er Rechtswissenschaften an der LMU München. 2002 beendete Brügmann sein Referendariat am Kammergericht Berlin mit dem Zweiten Juristischen Staatsexamen. Von 2003 bis Anfang April 2024 war er zur Rechtsanwaltschaft zugelassen.
Von 2003 bis 2018 war Brügmann für den Deutschen Anwaltverein (DAV) tätig. Er war zunächst Geschäftsführer für Aus- und Fortbildung. In dieser Funktion setze er sich für eine Reform der juristischen Ausbildung ein. Er entwickelte zusammen mit der Fernuniversität Hagen den LL.M.-Studiengang „Anwaltsrecht und Anwaltspraxis“. 2005 wurde er stellvertretender Hauptgeschäftsführer des DAV. 2008 bestellte der DAV Brügmann zum Hauptgeschäftsführer. Über zehn Jahre vertrat er die Rechtsanwaltschaft gegenüber der Politik in Berlin und Brüssel sowie der Öffentlichkeit. Er modernisierte und professionalisierte die Verbandsstrukturen.
Cord Brügmann promovierte 2008 am Zentrum für Antisemitismusforschung der Technischen Universität Berlin bei Wolfgang Benz mit der Arbeit Flucht in den Zivilprozess. Antisemitischer Wirtschaftsboykott vor den Zivilgerichten der Weimarer Republik, erschienen im Metropol Verlag.
Seit 2018 befasste sich Cord Brügmann sowohl beratend, in Publikationen und Vorträgen vornehmlich mit nationalen und internationalen Fragen des anwaltlichen Berufsrechts zu Innovationen in Justiz und Rechtsmarkt sowie mit Legal Tech.
Von 2020 bis Sommer 2024 veröffentlichte Cord Brügmann den Podcast Rechtsgespräch. Darin führte er Gespräche mit nationalen und internationalen Gästen unterschiedlicher Disziplinen zu Innovationen auf dem Rechtsmarkt sowie zum Zugang zu Recht.
Am 26. April 2024 berief das Kuratorium der Stiftung Forum Recht Cord Brügmann zum neuen Direktor der Stiftung mit Standorten in Karlsruhe und Leipzig.

## Lehraufträge
Cord Brügmann hatte zwischen 2012 und 2018 einen Lehrauftrag im Studiengang Wirtschaftspsychologie an der SRH-Hochschule in Berlin. Seit 2023 lehrt er an der Humboldt-Universität zu Berlin im Studiengang Rechtswissenschaften „Zugang zum Recht und Unmet-Legal-Needs“.

## Ehrenamtliches Engagement
Vor und während seines Jurastudiums in München engagierte sich Cord Brügmann viele Jahre im Umfeld der KZ-Gedenkstätte Dachau und entwickelte dort u. a. Vermittlungsangebote. 2016 initiierte Brügmann eine europäische Erste-Hilfe-Rechtsberatungsorganisation und baute sie mit auf.
Er ist unter anderem ehrenamtlich als Anti-Korruptions-Ombudsmann der Aktion Sühnezeichen tätig.

## Publikationen

### Monographie
- Flucht in den Zivilprozess – Antisemitischer Wirtschaftsboykott vor den Zivilgerichten der Weimarer Republik. Metropol Verlag, Berlin 2009, ISBN 978-3-940938-22-0 (Zugl.: Berlin, Techn. Univ., Diss., 2008)

### Buchkapitel
- Rechtsdienstleistungsregulierung in anderen Ländern. In: Remmertz (Hrsg.): Legal Tech-Strategien für Rechtsanwälte (2. Aufl. 2025).
- Zugang zum Recht. In: Riehm / Dörr (Hrsg.): Digitalisierung und Zivilverfahren. 2023, 11.
- Access to Justice, Public Interest and Independence of the Lawyer Profession. Yeshanew / Ibrahim (Hrsg.): Righting Human Rights through Legal Reform, Ethiopian Human Rights Law. Series XII (2020), 241 (Peer Reviewed).
- „Wiedergutmachung“ und Zwangsarbeit. Juristische Anmerkungen zur Entschädigungsdebatte. Dachauer Hefte 16 (2000), 177.
- Lawyer Profession International – Better Regulation. Bucerius Law Journal 2019, 7.
- Regulatory Sandboxes – Reallabore für den Rechtsmarkt. Rethinking: Law, 6/2019, 76.
- Antisemitismusabwehr durch Recht? Wirtschaftsboykott gegen Juden vor der Ziviljustiz der Weimarer Republik. Festschrift zu Ehren von Marie Luise Graf-Schlicker, Köln 2018, 589.
- Der Wandel im Ausland als Anregung für uns. Berufsrecht der Zukunft. AnwBl 2017, 395
- Unvergessener Anwalt. Zum 60. Todestag des Rechtsanwalts Hans Litten. AnwBl 1998, 75.

## Wissenschaftliche Beiträge
- Haupt, Charlotte; Brügmann, Cord: „Der völkerrechtliche Zustand Deutschlands nach dem 8. Mai 1945“. In: ZFG – Zeitschrift für Geschichtswissenschaften Nr. 73, 2025, S. 340–352.

## Vorträge (Auswahl)
Cord Brügmann spricht regelmäßig auf Tagungen, Kongressen und in Hochschulen im In- und Ausland.
- How to measure success. The German Bar Association’s image campaign, American Society of Association Executives, Berlin, 17. Mai 2012
- Die Bedeutung der Rechts- und Gerichtsstandswahl im internationalen Rechtsverkehr, Außenhandelskammer, Tel Aviv (Israel), 2. Dezember 2014
- Corporate governance in professional associations and self-regulatory bodies, IILACE Conference, Washington, D.C. (USA), 11. September 2015
- 70 Years German Grundgesetz. Fundamental rights and rule of law, Goethe-Institut, Addis Abeba (Äthiopien), 13. Juni 2019
- Reallabore für den Rechtsmarkt. Ein Rahmen für Innovation, Investitionen und mehr Zugang zum Recht, 20. Sitzung der Denkfabrik Legal Tech des Bayerischen Staatsministeriums der Justiz, 20. November 2020
- Access to Justice, Public Interest and Independence of the Lawyer Profession, 4th Annual Thematic Conference – Righting Human Rights through Legal Reform: Ethiopia’s Contemporary Experience (Online), Addis Abeba (Äthiopien), 5. Dezember 2020
- Digitalisierung, Zugang zum Recht und die Bedeutung für die Jurist:innenausbildung, Deutscher Anwaltstag, 21. Juni 2022
- Einsatz von Künstlicher Intelligenz in der sozialen Beratung und sozialen Diensten, Caritas Regensburg, 17. Oktober 2023
- Building a Better Regulator: Revisiting the regulatory paradigm, International Conference of Legal Regulators, Dublin, 27. Oktober 2023
- Zugang zum Recht, Digital Justice Summit, Berlin, 30. November 2023
- „Checks and Balances 2025. Zum Verhältnis von Recht und Politik angesichts sich wandelnder Rechtsstaatsverständnisse“, Festvortrag bei Preisverleihung der Dr.-Georg-F.-Rössler-Stiftung, Karlsruhe, 6. Mai 2025